# Palais archiépiscopal de Salvador

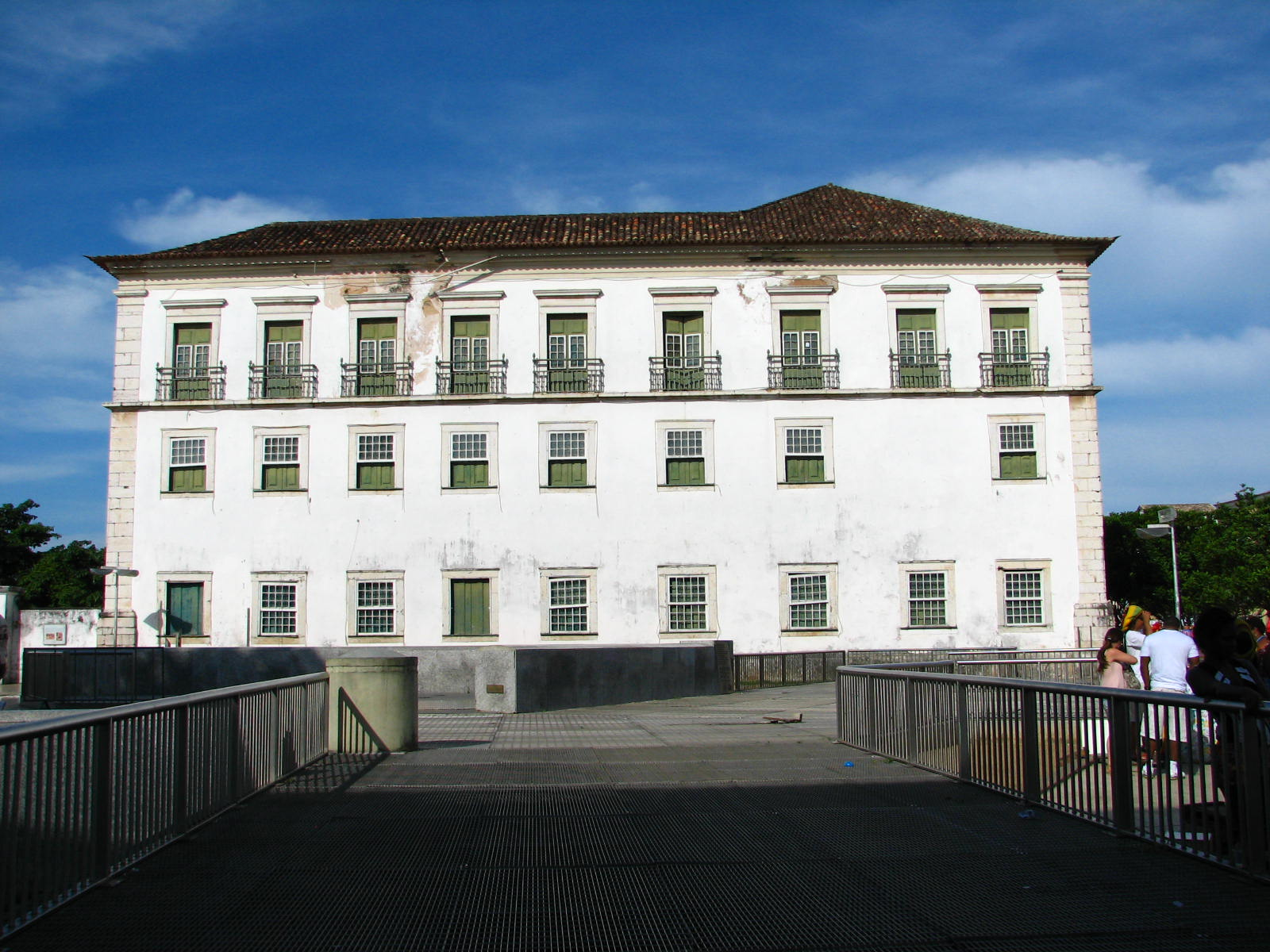
Vue du palais archiépiscopal de Salvador en 2010.

Le palais archiépiscopal de Salvador est un palais archiépiscopal brésilien situé à Salvador de Bahia.